# 盤城駅
盤城駅（ばんじょうえき）は、中華人民共和国江蘇省南京市浦口区龍山南路と華彩路交差点の南側にある、南京地下鉄S4号線の駅である。

## 駅名
駅名については、事業着手当初は南京地下鉄集団は「北斗産業園駅」の仮称を用いており、2024年6月6日に「盤城駅」を駅名として第一次公示され、2022年8月1日に駅名が「盤城駅」に決定したことが発表された。

## 隣の駅
南京地下鉄
■S4号線
南京北駅- 盤城駅 - 張堡駅